# Rue Réaumur
Rue Réaumur je ulice v Paříži ve 2. a 3. obvodu (kde tvoří severní hranici historické čtvrti Marais). Ulice nese jméno francouzského fyzika a přírodovědce Reného Antoina Ferchaulta de Réaumur (1683–1757).

## Poloha
Ulice vede od křižovatky s Rue du Temple a Rue de Bretagne na Square du Temple a končí na křižovatce s Rue Notre-Dame-des-Victoires a Place de la Bourse. Vede ve směru východ-západ paralelně s velkými bulváry.

## Historie
Ulice byla vytvořena v rámci přestavby Paříže za druhého císařství. Její trasa částečně kopíruje běh starších ulic – Rue Phélipeaux a Rue Thévenot, jejíž jméno je stále vidět vyryté na rohu Rue des Petits-Carreaux.
První část Rue Réaumur vznikala od roku 1854 do roku 1858 mezi Rue du Temple a Rue Saint-Denis. Sledovala trasu ulic Rue Phélipeaux, Rue du Vieux-Marché-Saint-Martin a Rue Royale-Saint-Martin. V té době byla otevřena také Rue de Turbigo.
Během výstavby těchto dvou ulic zmizely starší menší ulice:
- Rue Royale-Saint-Martin
- Rue du Marché-Saint-Martin mezi Rue Volta a Rue Turbigo
- Rue Henri-Ier od Rue Bailly k Rue Royale-Saint-Martin
- Rue Saint-Marcoul od Rue Bailly k Rue Conté
- Rue Saint-Benoit mezi Rue Royale-Saint-Martin a Rue Conté
- Rue Saint-Maur-Saint-Martin od Rue Royale-Saint-Martin k Rue Conté
- Rue Saint-Paxent od Rue Bailly k Rue Conté

Úsek mezi Rue Saint-Denis a Rue Notre-Dame-des-Victoires byl projektován od roku 1864, ale uskutečněn byl až za Třetí republiky. Byla otevřena prezidentem Félixem Faurem v únoru 1897.
V lednu 2015 bylo při stavebních pracích v podzemí obchodního domu Monoprix nalezeno osm společných hrobů obsahujících přes 200 koster, které pocházely ze zrušeného hřbitova sv. Trojice.

## Zajímavé objekty
- dům č. 39: obytná budova, kterou v letech 1899–1900 postavil architekt Germain Salard
- dům č. 51: na rohu s Boulevardem Sébastopol postavil v roce 1910 architekt Charles Lemaresquier (1870–1972). Původně sídlo obchodní společnosti Félix Potin, nyní sídlo obchodního domu Monoprix.
- dům č. 60 : Musée des arts et métiers, muzeum otevřeno v roce 1794 s vědeckotechnickým zaměřením.
- domy č. 61–63: postavené ve stylu secese a novogotiky architekty Philippem Jouanninem a Édouardem Singerym po roce 1898. Sochařskou výzdobu vytvořili bratři Pierre François a Aimé Jacquier. Sochy představují měsíce roku, roční období a znamení zvěrokruhu.
- dům č. 69: postavil v roce 1898 architekt Ernest Pergod. Budova určená původně k podnikání má dvě patra kvádříkového zdiva zakončené konstrukcí z kovu a skla.
- domy č. 82–92: původně obchodní dům À Réaumur, postavený po roce 1896. Hodiny s mozaikou na rohu s Rue Saint-Denis mají původní osvětlení.
- dům č. 94: původně obchodní dům À Réaumur, postavený po roce 1928. Aktuálně zde sídlí finanční úřad Recette générale des finances de Paris.
- dům č. 97: postavili v roce 1900 architekti Ph. Jolwald a Ch. Devillard jako budovu určenou k podnikání.
- dům č. 100: postaven roku 1930. Postupně zde sídlily redakce novin. Nejprve L'Intransigeant, poté za okupace Paříže Pariser Zeitung, po válce pak Défense de la France, Franc-Tireur a Combat (do roku 1974). Deník France-Soir zde sídlil do roku 1998, než přesídlil do Aubervilliers.
- dům č. 101: na křížení s ulicí Rue de Cléry. Postavil roku 1895 Albert Walwein z kvádříkového zdiva. Kolem oken ve 3. patře se nacházejí karyatidy.
- dům č. 105: postavil v roce 1899 architekt Ch. Ruzé.
- dům č. 116: postavil roku 1897 architekt Albert Walwein. U hlavního portálu podpírají atlanti balkón.
- dům č. 118: postavil v roce 1906 architekt Joseph-Charles de Montarnal. Kovové části jsou ovlivněné secesí.
- dům č. 119: postavil roku 1900 architekt G. Bovsson, V roce 1993 prošel dům renovací a přestavbou na kanceláře.
- dům č. 121: kancelářská budova na křižovatce s Rue Notre-Dame-des-Victoires. Postavil ji roku 1900 architekt Charles Ruzé. Okrouhlá okna vedou na Place de la Bourse.
- dům č. 124: postaven roku 1904 v secesním stylu. V letech 1944–1973 zde sídlila redakce deníku Le Parisien libéré. Autorství je připisováno architektovi Georgesovi Chedanneovi. V letech 2008–2009 objekt prošel celkovou rekonstrukcí.
- dům č. 130: kancelářskou budovu na křižovatce s Rue Léon-Cladel postavil v roce 1898 architekte Joseph-Charles de Montarnal.
- dům č. 134: kancelářskou budovu naproti burze postavil v roce 1901 architekt Jacques Hermant. Dům má fronton s kupolí a hodiny.